# Невен (Српске народне новине)
Невен (лист за културу, књижевност и уметност) био је прилог Народних новина будимпештанског недељника Срба, Хрвата и Словенаца у Мађарској. У њему су се нашли чланци писани на српском и хрватском језику који су штампани латиницом и ћирилицом. Данас је додатак Српских народних новина у Будимпешти.

## Историја
Као прилог Народних новина (главни уредник: Марко Марковић), Невен је излазио периодично у Будимпешти од децембра 1982. до зиме 1988. године. Од српских књижевника у редакцији Невена радили су Стојан Д. Вујичић као покретач и председник Уређивачког одбора, Петар Милошевић и Предраг Степановић.
Године 1991. заједничке Народне новине су престале да излазе, уместо њих појавиле су се Српске народне новине (главни уредник: Петар Милошевић), Хрватски гласник и Порабје.
Маја 2003. поново се јавља „Невен“ сада већ као прилог (култура, књижевност, уметност) Српских народних новина (главни уредник: Милан Степанов), недељника Срба у Мађарској штампан ћирилицом. Од тада се Невен објављује у сарадњи са Задужбином Јакова Игњатовића.
На страницама Невена нашли су се чланци, студије, књижевна остварења свих српских књижевника, научника, експерата и стручњака из Мађарске: Стојана Д. Вујичића, Петра Милошевића, Предрага Степановића, Димитрија Е. Стефановића, Драгомира Дујмова, Николе Радосава, Радомира Ластића, Косте Вуковића и Милана Руса.
Уредништво нове серије Невена од маја 2003. године: Петар Милошевић (главни уредник), Милан Степанов и Предраг Степановић.